# Nufenen
Nufenen (rm. Nueinas) – miejscowość w gminie Rheinwald w Szwajcarii, w kantonie Gryzonia, w regionie Viamala. Do 31 grudnia 2018 samodzielna gmina. 